# Lulu Antariksa
Lauren Marie-Elizabeth Antariksa (ur. 22 sierpnia 1995 w Kalifornii) – amerykańska aktorka i piosenkarka.

## Życie prywatne i kariera
Lulu Antariksa urodziła się 22 sierpnia 1995 roku w Kalifornii w Stanach Zjednoczonych. Jej ojciec jest pochodzenia indonezyjskiego, a matka niemieckiego. Swoją przygodę z aktorstwem rozpoczęła w 2002 roku, uczęszczając do Valencia High School w Walencji w Kalifornii, grając w produkcjach scenicznych jak Mean Girls i Mad World, oryginalnym musicalu opartym na Alicji w Krainie Czarów.
Antariksa wystąpiła w różnych serialach telewizyjnych jak American Family, Jim wie lepiej, Ostry dyżur, Head Cases, Detektyw Monk, Zoey 101 oraz Gemini Division.
W 2012 roku zagrała rolę Stevie Baskary w serialu młodzieżowym Nickelodeon Jak wymiatać.
Poza aktorstwem Antariksa trenuje taniec i śpiew, a także gra na gitarze, pianinie, ukulele i basie.

## Filmografia
- 2002: American Family jako Lina (odcinek The Masked Eagle: Part 1)
- 2003: Jim wie lepiej jako Madeline (odcinek Slumber Party)
- 2004: Ostry dyżur jako Anna (odcinek Touch & Go)
- 2005: Head Cases jako Erica (odcinek Malpractice Makes Perfect)
- 2006: Detektyw Monk jako szeptające dziecko #1 (odcinek Mr. Monk and the Garbage Strike)
- 2008: Zoey 101 jako uczennica siódmej klasy (odcinek Anger Management)
- 2008: Gemini Division jako młoda Anna (odcinek In the Region of Ice)
- 2012: Jak wymiatać jako Stevie Baskara
- 2013: Jessie jako Victoria Montesano (odcinek Break-Up and Shape-Up)
- 2013–2015 Side Effects jako Lexi Connelly
- 2014: Z kopyta jako Grey Cole (odcinek Return of Spyfall)
- 2018: What Still Remains jako Anna
- 2018–2019: Wampiry: Dziedzictwo jako Penelope Park
- 2021: Witch Hunt jako Jen